# Виллана Ботти
Беата Виллана делле Ботти (итал. Beata Villana delle Botti, 1332 — 29 января 1360) — итальянская монахиня, прославленная в лике блаженных.
Виллана делле Ботти родилась во Флоренции в 1332 году в семье торговца Андреа ди Мессер Лапо делле Ботти. В тринадцать лет она убежала из дома, чтобы поступить в монастырь, но её попытка была сорвана семьей, и ей пришлось вернуться домой. Чтобы избежать повторения этого эпизода, семья выдала её замуж в июле 1351 года за Россо ди Пьеро Бенинтенди. После женитьбы она, по-видимому, жила совершенно по-светски, наслаждаясь мирской жизнью и удовольствиями общества. Через несколько лет она снова обратилась и вступила в Третий Орден Святого Доминика.
Продолжая выполнять свои обязанности жены, она всё остальное время использовала для молитв и духовного чтения, особенно посланий св. Павла. Её молитва была настолько сильной, что она часто находилась в состоянии экстаза, особенно во время евхаристии.
Де Ботти умерла в 1361 году. Её останки были доставлены в Санта-Мария-Новелла, но священники не могли похоронить её в течение месяца из-за постоянной толпы скорбящих. Надгробие Вилланы делле Ботти в церкви Санта-Мария-Новелла создал выдающийся архитектор и скульптор Бернардо Росселлино.
Её культ был подтверждён 27 марта 1824 года Папой Львом XII и она была беатифицирована в 1829 году.